# Tiro de campo (baloncesto)

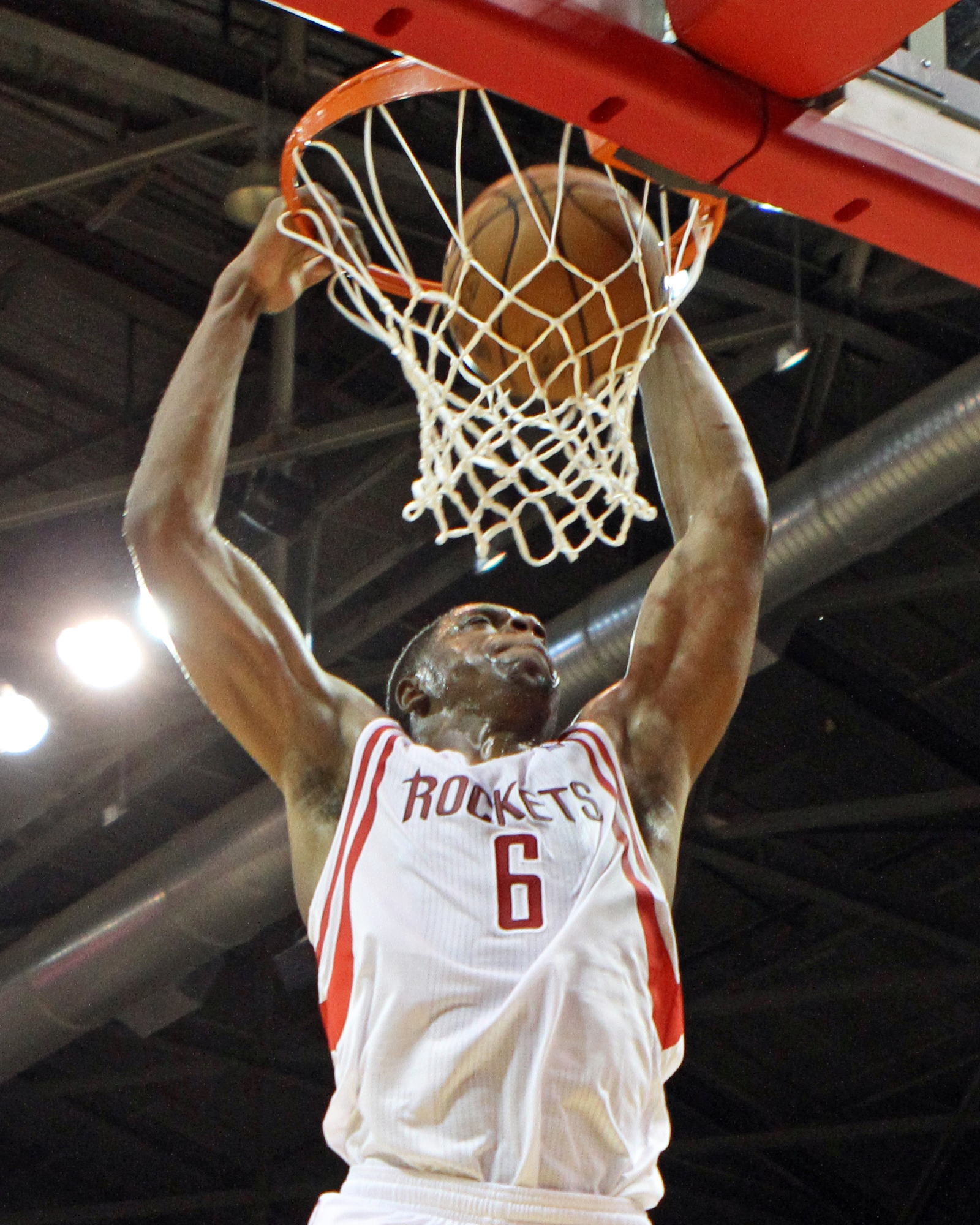
Un tiro de campo de dos puntos

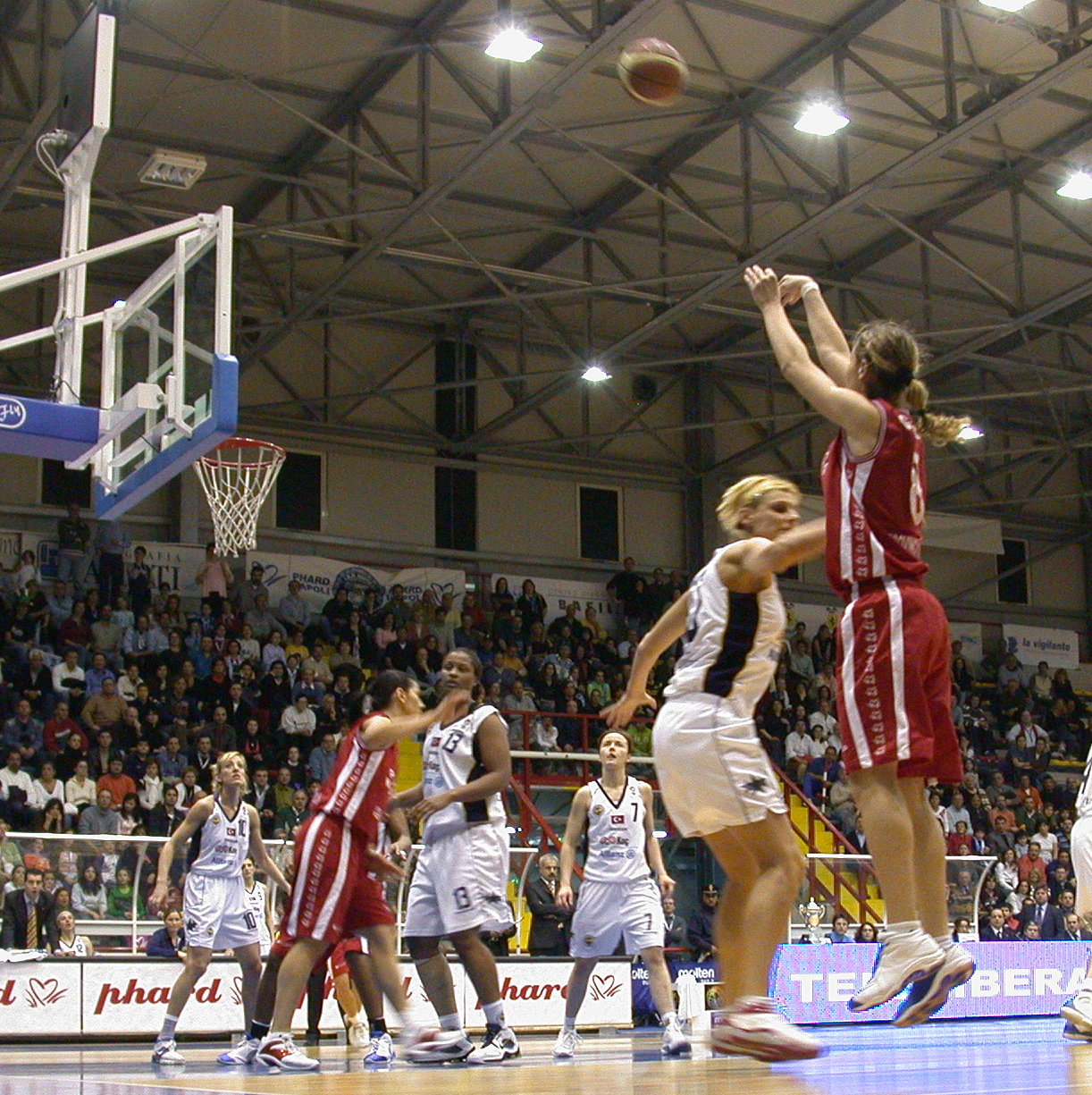
Un tiro de campo desde la línea de 3 puntos

En baloncesto, el término tiro de campo (en inglés: field goal) se refiere a todos los tiros realizados que no son considerados tiros libres, pueden puntuar 2 o 3 puntos dependiendo desde la zona en la que se lancen, si la distancia es mayor a 6,75 en la FIBA o en la NBA mayor a la línea de 6,75-7,25 se considera de tres puntos. El término "Field Goal" es usado en el libro de normas de la National Basketball Association (NBA), así como en estadísticas de anotación. El mismo término se utiliza en la National Collegiate Athletic Association (NCAA) y en las ligas de los institutos estadounidenses.
Una de las formas más espectaculares de conseguir un tiro de campo es llamada mate. Esto ocurre cuando un jugador salta cerca del aro con la posesión del balón, introduciendo sin soltar el balón en el aro mientras se encuentra en el aire. Aunque también son conocidas las jugadas de triple o los tiros en suspensión. Uno de los mejores jugadores de la historia del baloncesto a la hora de conseguir tiros de campo fue Michael Jordan, que consiguió 10 títulos de anotación en la NBA. Wilt Chamberlain por su parte estableció el récord de ser el jugador durante más temporadas en mantener un porcentaje tan alto en tiros de campo (9) y DeAndre Jordan tiene el récord por el mejor porcentaje de anotación en tiros de campo (67,3%).